# Peer Jensen
Peer Jensen født 1957, er en dansk kapgænger.
Peer Jensen er medlem af Phønix Vallensbæk. Han har vundet tre danske mesterskaber, det seneste på 50 km gang 2014 i en alder af 56 år og 10 måneder. Han er blandt de ældste, individuelle danmarksmestre inden for atletikken.

## Danske mesterskaber
- Guld 2014 50km gang 5.37.26
- Sølv  2014 20km gang 2.07.21
- Sølv  2014 30km gang 3.18.11
- Bronze 2011 5000m gang 28.32.9
- Guld 2004 50km gang 5.23.55
- Guld 2004 30km gang 3.09.00
- Sølv  2003 50km gang 5.34.30
- Bronze  2003 30km gang 3.14.17
- Bronze  1997 30km gang 2.58.08
- Bronze  1993 30km gang 2.39.09
- Sølv  1990 30km gang 2.38.51
- Bronze  1990 5000m gang inde 24.31.0
- Sølv  1988 30km gang 2.46.44
- Bronze  1986 30km gang 2.51.19
- Sølv  1985 30km gang 3.05.31
- Bronze  1982 30km gang 2.48.22
- Bronze  1981 30km gang 2.46.52
- Bronze  1980 30km gang 2.51.15
- Sølv 1979 30km gang 3.00.14